# سفارت فرانسه در بلگراد
سفارت فرانسه در بلگراد (به لاتین: Embassy of France) یک سفارت و ساختمان در صربستان است که در بلگراد واقع شده‌است.